# 福島県道116号二本松三春線
福島県道116号二本松三春線（ふくしまけんどう116ごう にほんまつみはるせん）は、福島県二本松市から田村郡三春町に至る一般県道である。

## 路線概要
- 起点：二本松市平石高田2丁目
- 終点：田村郡三春町担橋2丁目
- 総延長：18.087 km[1]
  - 実延長：16.523 km
- 路線認定年月日：1959年8月31日[2]

### 重用路線
- 福島県道118号本宮岩代線（本宮市長屋字宮山～同市長屋字藤苗内）
- 福島県道28号本宮三春線（田村郡三春町平沢字高戸屋～同郡同町担橋2丁目（終点））

### 道路施設
平石橋
- 全長：22.3 m
- 幅員：13.0 m
- 形式：単純PCプレテンT桁橋
- 竣工：1996年度

二本松市平石三丁目に位置し、一級水系阿武隈川水系平石川を渡る。ふるさとづくり道路整備工事に伴い建設された。

## 通過する自治体
- 福島県
  - 二本松市 - 本宮市 - 郡山市 - 田村郡三春町

## 接続・交差する道路
- 二本松市内
  - 福島県道73号二本松金屋線（平石高田2丁目 起点）
- 本宮市内
  - 福島県道118号本宮岩代線 岩代方面（長屋字宮山）
  - 福島県道118号本宮岩代線 本宮市方面（長屋字藤苗内）
  - 福島県道119号本宮常葉線（白岩字関根）
- 三春町内
  - 福島県道28号本宮三春線 本宮市方面（平沢字高戸屋）
  - 福島県道28号本宮三春線 三春市街地方面（福島県道40号飯野三春石川線 石川町方面重用区間）・福島県道40号飯野三春石川線 福島市方面（担橋2丁目 終点）

## 沿線
- 岩角山
- JR磐越東線三春駅